# Andreas Flodman
Andreas Flodman, född 14 april 1993, är en svensk handbollsspelare (högersexa). Han är kusin till handbollsspelaren Hannah Flodman.

## Karriär
Andreas Flodman började spela handboll i Guif. Som senior hade han svårt att komma in Guifs förstauppställning och bytte därför 2012, vid 19 års ålder, klubb till VästeråsIrsta HF i allsvenskan. I Västerås vann han skytteligan i herrallsvenskan 2013-2014 med 157 mål. Efter säsongen bytte Flodman klubb till Alingsås HK i högsta ligan. 2018 flyttade han till Danmark och spelade för KIF Kolding. 2020 blev han uttagen i Årets lag i danska ligan. 2021 blev han uttagen i spelarnas All Star Team i danska ligan. Efter fyra år i Kolding lämnade han klubben för Aalborg Håndbold 2022. Sedan sommaren 2023 spelar han för tyska Frisch Auf Göppingen.
Landslagskarriären inleddes i Guif med 6 juniorlandskamper och 5 mål och fortsatte i U-landslaget med 15 landskamper (27 mål). Andreas Flodman var med i U21-laget som vann VM-guld 2013. Han har sedan spelat 3 A-landskamper 2017.

## Meriter i klubblag
- 3 SM-finaler (2015, 2016 och 2017) med Alingsås HK
- Danska supercupen 2022 med Aalborg Håndbold